# 6683 Karachentsov
6683 Karachentsov este un asteroid din centura principală de asteroizi.

## Descriere
6683 Karachentsov este un asteroid din centura principală de asteroizi. A fost descoperit pe 1 aprilie 1976 la Observatorul de Astrofizică din Crimeea de Nikolai Cernîh. Asteroidul prezintă o orbită caracterizată de o semiaxă mare de 3,09 ua, o excentricitate de 0,09 și o înclinație de 14,6° în raport cu ecliptica.